# 男山団地

男山団地（おとこやまだんち）は、京都府八幡市に存在する住宅団地である。

## 概要
八幡市北西部に位置し、京都・大阪のベッドタウンとして機能している。八幡市西部の丘陵185.64haを開発し、計画人口32,000人、計画戸数8560戸（内訳：公団住宅5900戸、京都府公社または府営住宅500戸、公共建物40戸、一般住宅地1420戸、公団住宅地700戸）を予定していた。
男山団地入居前（1970年頃）の八幡町の人口は約2万2千人であったことを考えると、大規模な計画であることが分かる。

### 計画の概要表
- 計画面積：185.64ha
- 開発の方法：土地区画整理事業（計画面積の約57％は日本住宅公団が買収）
- 計画人口：32,000人
- 計画戸数：8560戸

1. 公団住宅5900戸
2. 京都府公社または府営住宅500戸
3. 公共建物（公団店舗付住宅）40戸
4. 一般住宅地1420戸
5. 公団住宅地700戸

## 歴史
- 1960年  - 日本住宅公団（現都市再生機構）から男山丘陵住宅建設計画が発表される
- 1962年 12月 - 日本住宅公団が男山団地の開発を決定
- 1969年 5月 - 名称を「男山団地」に決定
- 1969年 11月 - 八幡土地区画整理事業の事業計画を認可（造成工事の開始）
- 1971年 4月 - 京都府立八幡高等学校開校
- 1972年 3月 - 男山団地（A地区・B地区）の入居開始
- 1972年 4月 - 八幡市立八幡第二小学校[2]、八幡市立男山第二中学校[2]開校
- 1974年 3月 - 男山団地（C地区・D地区）の入居開始
- 1974年 4月 - 八幡市立八幡第三小学校[2]開校
- 1974年 5月 - 京阪宇治交通（現・京阪バス）男山営業所開設
- 1975年 4月 - 八幡市立男山第三中学校[2]開校
- 1975年 10月 - 関西医科大学附属男山病院開院
- 1976年 12月 - 住所表示の変更を実施
- 1977年 4月 - 八幡市立八幡第四小学校[2]開校
- 1980年 4月 - 八幡市立八幡第五小学校開校
- 1986年 3月 - 中ノ山中継ポンプ場を廃止
- 1991年 12月 - 男山文化ホール（現生涯学習センター）開館[3]
- 2003年 3月 - 市道橋本南山線が延伸（男山松里-八幡南山）され、国道1号線に直結
- 2005年 2月 - コミュニティバスやわたの実証運行を開始
- 2007年 4月 - 京都府立京都八幡高等学校開校（八幡高校、南八幡高校を統合）
- 2008年 4月 - 八幡市立さくら小学校開校（八幡第三、第五小学校を統合）
- 2009年 4月 - 関西医大男山病院を医療法人美杉会へ事業継承
- 2010年 4月 - 八幡市立くすのき小学校開校（八幡第二、第四小学校を統合）

## 住区・地区センター
住区とその地名の由来
- 男山石城（男山B団地）
  - 昔この付近を村人が「石城」と呼んでいたことに由来する[4]。
- 男山泉
  - この地の北方に石清水五水の1つという説のある「福聚水」（ふくじゅすい）という泉があったことが伝えられていることに由来。男山団地の造成前には多くの泉や池が存在したため、水に恵まれた土地であることを表現した[4]。
- 男山金振
  - 住所変更前の小字「金振」に由来[4]。
- 男山香呂（男山第二住宅・男山A団地）
  - 男山は昔、雄徳山もしくは香呂山と呼ばれたことに由来する。「男山雄徳」とも対応させた[4]。
- 男山指月
  - 以前、指月庵という尼寺がこの地域の西方にあったことを取り入れ、高台にあるこの地域の名称とした[4]。
- 男山笹谷（男山第四住宅・男山D団地）
  - 住所変更前の小字「笹ヶ谷」に由来[4]。
- 男山竹園（男山A団地）
  - 竹園とは竹藪の意味であり、団地内、特にこの地域に多くの竹が群生していたことに由来[4]。
- 男山長沢
  - 住所変更前の小字「長沢」に由来[4] 。
- 男山八望（男山C団地）
  - 高層住宅があり、南山城、北河内の両平野を展望できることに由来[4]。
- 男山松里
  - この付近に伏排松、張の松という松に関する歴史的いわれが伝わっていること、松が成育していたことに由来[4]。
- 男山美桜
  - 男山団地の開発前、この地域に多くあった桜の木は、現在さくら公園内に竹とともに保存されていることに由来[4]。
- 男山雄徳（男山E団地）
  - 男山は昔、雄徳山もしくは香呂山と呼ばれたことに由来。昔は「おとく」と呼ばれていたが、分かりやすくするため、「ゆうとく」という読みを採用した[4]。
- 男山弓岡（男山第三住宅・男山B団地）
  - 「月弓岡」（つゆみおか）と呼ばれていた丘陵が男山団地の北陵にあり、八幡八景の一つにも「月弓岡の雪」があげられている。また、男山の竹を弓として利用していたことも伝わっている。別に「指月」として「月」を使用しており、4字以内にとどめて呼称を簡潔にするため、「弓岡」と命名[4]。
- 男山吉井
  - 歌人の吉井勇が、昭和20年代に現在の男山団地の東麓（松花堂付近）に居を構え、この地域についての短歌を詠じていたことに由来。「井」はこの地域内に清水が豊かであったことにもちなんでいる[4]。

地区センター
- 北センター（男山笹谷）
- 中央センター（男山八望）
- 南センター（男山竹園）

## 上下水道

### 上水道
上水道は八幡市により配水されている。水源は市内の地下水と宇治川（京都府営水道）の水のブレンドとなっている。

### 下水道
男山団地内の排水方法は、雨水と汚水（下水）を別々に流す分流式下水道を採用している。
雨水の排水
男山団地（地区総面積186.6ha）における雨水は、約38％(71ha)を八幡側へ、約62％(115ha)を枚方側へ分けて排水されている。これは男山団地開発前の分水面積の割合を維持したためである。
八幡側は八幡大芝でまとめて団地外へ排水され、八幡盛戸で大谷川へ直接流入するものと、途中で市役所・八幡小学校方面へ排水するものに分かれる。
枚方側は当時の枚方北部公共下水道計画に従い、3本の川へ排水されている。男山団地の北部は天満川（北くずは方面）へ、中央部は利根川（楠葉東公園方面）へ、南部は車谷川（中の池公園方面）へそれぞれ排水されている。
汚水（下水）の排水
男山団地における汚水（下水）も、雨水と同様に枚方側と八幡側へ分けて排水されている。しかし、男山団地造成時には八幡側の下水道（木津川流域下水道）が未整備であったため、1986年3月までは男山団地の汚水は全て枚方側へ排水されていた。枚方側に排水されている地域に関しては、最終的に枚方市渚内野にある、淀川左岸流域下水道渚水みらいセンター（2006年までは枚方北部下水処理場）で浄化されている。八幡側に傾斜している地域に関しては、八幡焼木の洛南浄化センターで浄化されている。（1986年3月までは、中ノ山中継ポンプ場に一旦全て集められ、枚方側へ排水されていた。）

## 交通
- 京阪本線 樟葉駅などから多数バスが運行されており、コミュニティバスも団地内循環・樟葉駅方面と、橋本から当団地を経由のち八幡市役所・上津屋方面へ向かう2路線が存在する。団地内に京阪バス男山営業所が位置する。

### 主な道路
- 市道橋本南山線（男山長沢-男山松里）：幅員20m
- 市道八幡城陽線（男山泉-男山美桜）：幅員18m
- 市道男山1号線（男山雄徳-男山香呂）：幅員16m
- 市道西山下奈良線（男山雄徳）：幅員16m

## 行政施設等
- 八幡警察署男山交番

## 教育施設

### 幼稚園・保育園
- 八幡市立八幡第二幼稚園
- 八幡市立八幡第三幼稚園
- 八幡市立八幡第四幼稚園
- なるみ幼稚園
- さなえ幼稚園
- わかたけ保育園
- ぶどうの木保育園
- 山鳩保育園

### 小・中学校
- 八幡市立くすのき小学校（2010年八幡第二・八幡第四両小学校を統合）
- 八幡市立八幡第二小学校（2010年3月閉校）
- 八幡市立八幡第四小学校（2010年3月閉校）
- 八幡市立さくら小学校（2008年八幡第三・八幡第五両小学校を統合）
- 八幡市立八幡第三小学校（2008年3月閉校）
- 八幡市立八幡第五小学校（2008年3月閉校）
- 八幡市立男山第二中学校
- 八幡市立男山第三中学校

### 高等学校・大学
- 京都府立京都八幡高等学校（旧京都府立八幡高等学校）

### 図書館・博物館・その他
- 八幡市立生涯学習センター（八幡市立男山図書館）

## 商業施設
- ライフ男山店
- 京都生協男山店
- キリン堂男山泉店
- スギ薬局八幡男山店
- ドラッグユタカ男山店
- セブンイレブン八幡市男山指月店
- セブンイレブン京都男山店
- ローソン男山長沢店
- ファミリーマート八幡男山金振店